# Panaceu
Panaceul este un medicament din mitologia greacă, despre care se credea că poate să vindece toate bolile, sau că prelungește viața la infinit. Acesta a fost căutat, de către alchimiști, timp secole, mai ales în timpul Evului Mediu.

## Etimologie
Termenul panaceu provine din limba greacă panakos, care înseamnă „remediu pentru toate” (pan: toate, și akos: remediu). Denumirea a fost preluată și în denumirea genului Panax, din care fac parte plante precum ginsengul (Panax ginseng), despre care se credea că erau panacee.